# Joseph Nicolas Nicollet
  Joseph Nicolas Nicollet  (francès: Jean Nicolas Nicollet)  (Cluses, 24 de juliol de 1786 - Washington DC, 11 de setembre de 1843) fou un cartògraf i matemàtic francès, conegut per haver cartografiat la vall alta del riu Mississipi.
Va estudiar a la seva vila natal de Cluses (Ducat de Savoia) i el 1805 ja era professor ajudant a l'escola de Chambéry. Volent millorar els seus coneixements, marxa a París on estudia a l'École Normale Supérieure. El 1817 és nomenat bibliotecari i secretari de l'Observatori de París, on continuarà estudiant amb Laplace. S'especialitza en cartografia i astronomia matemàtica, publicant articles sobre aquests temes.
Simultàniament, fa de professor de matemàtiques al Liceu Louis-le-Grand i treballa com actuari en diverses companyies d'assegurances. La seva habilitat en els càlculs estadístics el porta a invertir grans quantitats a la Borsa, però la caiguda dels preus posterior a la revolució de 1830 el va arruïnar. Això i el fet que hagués mort el seu mentor, Laplace, i no s'entengués gaire bé amb François Arago, el seu successor, el va decidir a emigrar als Estats Units.

Mapa de Nicollet (1843) que cobreix part dels estats de Missouri, Illinois, Iowa, Minnesota, Wisconsin, Dakota del Nord i Dakota del Sud

El 1832 arriba als Estats Units i el 1835 es troba a Saint Louis (Missouri) amb el propòsit principal de fer un mapa acurat de la vall alta del riu Mississipi. Farà tres expedicions: la primera el 1836, finançada privadament, les dues següents els anys 1838 i el 1839 com a membre del Cos Militar d'Enginyers Topògrafs, finançades pel govern americà i que va ser la més exitosa de totes les que s'havien fet abans. Fruit d'aquestes expedicions va ser el mapa detallat de les valls altes dels rius Mississipi i Missouri que va publicar el Congrés el 1845, quan ell ja era mort. A part del seu interès cartogràfic, aquestes expedicions també van tenir un interés antropològic ja que Nicollet va perfeccionar els protocols de l'intercanvi de regals amb els natius lakotes, dakotes i nakotes.
Tot i les seves intencions de retornar a França no ho va a arribar a fer.